# Mike Bailey (calciatore)
Michael Alfred Bailey (Wisbech, 27 febbraio 1942) è un ex calciatore e allenatore di calcio inglese, di ruolo difensore.

## Carriera

### Club
Ha preso parte al campionato inglese e a quello americano. 
Con i Wolves disputò l'unica edizione del campionato dell'United Soccer Association, lega che poteva fregiarsi del titolo di campionato di Prima Divisione su riconoscimento della FIFA, nel 1967: quell'edizione della Lega fu disputata utilizzando squadre europee e sudamericane in rappresentanza di quelle della USA, che non avevano avuto tempo di riorganizzarsi dopo la scissione che aveva dato vita al campionato concorrente della National Professional Soccer League; la squadra di Los Angeles fu rappresentata per l'appunto dal Wolverhampton. I "Wolves" vinsero la Western Division e batterono in finale i Washington Whips che erano rappresentati dagli scozzesi dell'Aberdeen.
Prima di dare l'addio al calcio giocato disputò una stagione come giocatore-allenatore del Hereford United.

### Nazionale
Ha giocato due partite con la Nazionale inglese nel 1964.

## Palmarès

### Giocatore

#### Competizioni nazionali
- Coppa di Lega inglese: 1

Wolverhampton: 1973-1974
- Second Division: 1

Wolverhampton: 1976-1977